# Carl David Anderson
Carl David Anderson (3 tháng 9 năm 1905 - 11 tháng 1 năm 1991) là nhà vật lý người Mỹ. Ông nổi tiếng về việc khám phá ra positron vào năm 1932 và muon vào năm 1936, do đó ông đã được trao Giải Nobel Vật lý năm 1936.

## Cuộc đời và Sự nghiệp
Anderson sinh tại thành phố New York, là con của Carl David Anderson và Emma Adolfina Ajaxson, một gia đình người Thụy Điển nhập cư. Ông học Vật lý học và khoa học kỹ thuật ở Học viện Công nghệ California, đậu bằng cử nhân khoa học năm 1927 và bằng tiến sĩ năm 1930.
Dưới sự hướng dẫn của Robert A. Millikan, ông bắt đầu nghiên cứu các tia vũ trụ. Trong quá trình đó ông bất ngờ bắt gặp các dấu vết của hạt hạ nguyên tử trong các bức ảnh ở buồng sương của mình mà ông giải thích một cách chính xác là được tạo ra bởi một hạt với khối lượng tương tự như electron, nhưng với điện tích ngược lại. Phát hiện này, được công bố vào năm 1932 và sau đó được những người khác xác nhận, đã làm cho dự đoán lý thuyết của ông về sự tồn tại của positron là có cơ sở chính đáng. Anderson đã có được bằng chứng trực tiếp đầu tiên về sự tồn tại của các positron bằng cách bắn các tia gamma được sản xuất bởi các nuclide phóng xạ tự nhiên ThC'' (208Tl) vào các vật liệu khác, kết quả là tạo ra các cặp positron-electron. Công trình nghiên cứu này mang lại cho ông Giải Nobel Vật lý năm 1936 (chung với Victor Hess).
Cũng trong năm 1936, Anderson và Seth Neddermeyer - một sinh viên đã tốt nghiệp của ông – phát hiện ra muon (hay 'mu-meson', như nó được biết đến trong nhiều năm), một hạt hạ nguyên tử nặng và chắc hơn electron 207 lần. Anderson và Neddermeyer đầu tiên tin rằng họ đã nhìn thấy hạt pion, một hạt mà Hideki Yukawa đã mặc nhiên công nhận trong lý thuyết tương tác mạnh của ông. Khi rõ ràng rằng những gì mà Anderson đã nhìn thấy không phải là "pion", thì nhà vật lý Isodor Isaac Rabi đã ngạc nhiên bối rối là làm sao khám phá bất ngờ này có thể phù hợp với bất kỳ hệ thống xếp đặt hợp lý nào của khoa Vật lý hạt, nên đã giễu cợt hỏi "Who ordered that"? (đôi khi câu chuyện được kể là lúc đó ông đang ăn với các đồng nghiệp trong một tiệm ăn Trung quốc). Willis Lamb, trong bài phát biểu khi nhận Giải Nobel Vật lý năm 1955 của mình đã nói đùa rằng ông thường nghe nói là "người tìm ra một hạt cơ bản mới thường được thưởng một giải Nobel, nhưng việc phát hiện như vậy (=hạt muon) bây giờ nên phạt bằng khoản tiền phạt 10.000 dollar"
Toàn bộ sự nghiệp giảng dạy và nghiên cứu của Anderson đều được thực hiện ở Học viện Công nghệ California. Trong thời Chiến tranh thế giới thứ hai, ông nghiên cứu tên lửa cũng ở đây. Ông được bầu làm Viện Hàn lâm Khoa học và Nghệ thuật Hoa Kỳ vào năm 1950.

## Đời tư
Ông kết hôn với Lorraine Bergman năm 1946; họ có hai người con trai: Marshall và David. Anderson qua đời ngày 11 tháng 1 năm 1991 và được mai táng ở Forest Lawn, Nghĩa trang Đồi Hollywood tại Los Angeles, California. Vợ ông, Lorraine qua đời năm 1984.

## Giải thưởng
- Giải Nobel Vật lý năm 1936
- Huy chương Elliott Cresson năm 1937
- Giải thưởng Bản Vàng của Viện Hàn lâm Thành tựu Hoa Kỳ năm 1975.

## Ấn phẩm chọn lọc
- C.D. Anderson (1933). "The Positive Electron". Physical Review. Quyển 43. tr. 491. Bibcode:1933PhRv...43..491A. doi:10.1103/PhysRev.43.491.
- C.D. Anderson (1932). "The Apparent Existence of Easily Deflectable Positives". Science. Quyển 76 số 1967. tr. 238. Bibcode:1932Sci....76..238A. doi:10.1126/science.76.1967.238. PMID 17731542.
- Anderson, C. D. (technical advisor) (1957). The Strange Case of the Cosmic Rays. The Bell Laboratory Science Series.